# Каррик (Шотландия)

Примерные границы исторической области Каррик

Ка́ррик (гэльск. Carraig — «скалистый»; англ. Carrick) — историческая область на юго-западе Шотландии на побережье залива Ферт-оф-Клайд к северу от Галловея. В настоящее время эта территория входит в состав области Саут-Эршир.
Крупнейший город региона — Баллантрэ в южной части побережья Каррика. На территории области находится замок Тернберри, место рождения национального героя Шотландии короля Роберта Брюса. Рельеф представляет собой возвышенность, достигающую 565 м над уровнем моря. Основная река Каррика — Дун, впадает в залив Ферт-оф-Клайд.
В древности территорию Каррика заселяли бритты. После ухода римлян Каррик вошёл в состав бриттского королевства Стратклайд, однако уже в конце V века из состава Стратклайда выделилось небольшое королевство Галлоуэй, к которому принадлежала и территория Каррика. В IX веке побережье региона сильно пострадало от набегов норвежских викингов. После смерти Фергуса, лорда Галлоуэя, в 1166 году начался долгий период борьбы за власть, который завершился вмешательством короля Шотландии и выделением в 1186 году из состава государства в отдельное графство Каррик, признавшего сюзеренитет Шотландии. Управляли им мормэры (графы) Каррик. Несмотря на подчинение центральной власти в Каррике ещё очень долго, по видимости до XV века, сохранялся в употреблении гэльский язык.
Внучка первого графа Каррика, Марджори, в 1271 году похитила молодого и красивого Роберта Брюса, сына лорда Аннандейла и вышла за него замуж. В 1274 году у них родился сын Роберт, который унаследовал после смерти матери графство Каррик, а в 1306 году стал королём Шотландии и возглавил борьбу за независимость страны. Таким образом, графство Каррик вошло в состав королевского домена. В дальнейшем Каррик служил апанажем наследников шотландского престола, что было окончательно закреплено статутом 1469 года. До настоящего времени наследник престола Великобритании носит, помимо титула принца Уэльского, титул графа Каррика.